# فروت هایتس (یوتا)
فروت هایتس (به انگلیسی: Fruit Heights) شهری در ایالت یوتا کشور ایالات متحده آمریکا است که جمعیت آن در سرشماری سال ۲۰۱۰ میلادی، ۴٬۹۸۷ نفر بوده‌است.